# Michael Mende
Michael Mende (* 23. Juni 1945 in Schleswig; † 16. Juli 2008) war ein deutscher Werkpädagoge und Technikhistoriker.

## Biografie
Mende war ein westpreußisches Flüchtlingskind, das in Schleswig-Holstein als Sohn von Ingeborg Mende, geborene Turné, und des Polizeihauptkommissars Gerhard Mende geboren und in Wilhelmshaven und Bremen aufgewachsen ist. Nach dem Studium der Kunst- und Werkpädagogik, Kunstgeschichte, Politischen Wissenschaften und der Berufspädagogik in Oldenburg und Berlin (Hochschule für bildende Kunst, FU und PH), wo er 1970 die Erste Staatsprüfung absolvierte, sowie der 1978 an der TU Berlin erfolgten Promotion zum Doktor der Philosophie war er ab 1978 zunächst als Dozent, dann von 1980 an als Professor für Werkpädagogik (mit den Lehrgebieten Technologie und Arbeitsorganisation) an der Hochschule für Bildende Künste in Braunschweig tätig. Seine Arbeitsschwerpunkte waren mit mehreren Veröffentlichungen die Technikdidaktik, die Technikgeschichte, die Industriearchäologie und die Bautechnikgeschichte.
Er war Mitglied der historischen Kommission für Niedersachsen und Bremen, lebte in Hildesheim und arbeitete unter anderem für und über die Textilindustrie in Delmenhorst, die Montangeschichte des Harzes und die Industriegeschichte Hannovers. Mende war Sprecher in Industriedenkmal-Vereinigungen. Mende war evangelisch und ab 1982 mit Marlies von Treeck-Mende verheiratet.
Michael Mende war (als Nachfolger von Karl Marten Barfuß) von 2006 bis zu seinem Tode Sprecher des Wissenschaftlichen Beirates beim Nordwestdeutschen Museum für Industriekultur in Delmenhorst.

## Veröffentlichungen (Auswahl)
- Qualifikationsstruktur und berufliche Curricula. 1974 und 1976.
- Technische Entwicklung und Struktur der Arbeitstätigkeit. 1979.
- Industriearchäologische Erkundung zur Landwirtschaft in Niedersachsen. 1983.
- Niedersachsen und Bremen. Denkmale der Industrie und Technik. Nicolai, Berlin 1990, ISBN 3-87584-315-0.
- Die Nordwolle. Homilius, Berlin 1997, ISBN 3-931121-35-6.
- Markthallen (Fotograf Manfred Hamm). Nikolai Verlag, Berlin 2006, ISBN 978-3-89479-290-9.